# 索格特 (伊利諾伊州)
索格特（英語：Sauget）是位於美國伊利諾伊州聖克萊爾縣的一個村落。

## 地理
索格特的座標為38°35′13″N 90°10′00″W / 38.58694°N 90.16667°W，而該地最高點為海拔高度125米（即410英尺）。

## 人口
根據2010年美國人口普查的數據，索格特的面積為11.95平方千米，當中陸地面積為11.01平方千米，而水域面積為0.94平方千米。當地共有人口159人，而人口密度為每平方千米13人。